# Arie de Jong (nyelvész)
Arie de Jong (hollandul: ˈaːri dəˈjɔŋ) (Jakarta, 1865. október 18. – Putten, Hollandia, 1957. október 12.) holland orvos, a mesterséges volapük nyelv reformere.

## Bibliográfia
- 1929. Kurze Volapük-Grammatik. Revised by Arie de Jong. Confirmed by Albert Sleumer. Printed by Jakob Sprenger. Published as manuscript.
- 1931. Gramat Volapüka. First edition has been written authoritatively and with the permission of Volapük Academy by Dr. Arie de Jong. Leiden (Holland): Bookstore and Printer E. J. Brill.
- 1931. Wörterbuch der Weltsprache: Volapük Dictionary for Germans. 6th Edition, has been worked on by Arie de Jong. Leiden (Holland): Bookstore and Printer E. J. Brill.
- 1932. Leerboek der Wereldtaal. By Dr. Arie de Jong, member of Volapük Academy. Voorburg (Holland): Printer „Repko“.
- 1952. Aperçu de la Volapük. Gams: Sprenger. (Translated from Kurze Volapük-Grammatik into French.)
- 1952. Short grammar of Volapük. Gams: Sprenger. (Translated from Kurze Volapük-Gramatik into English.)
- 2012. Wörterbuch der Weltsprache für Deutschsprechende: Vödabuk Volapüka pro Deutänapükans. New edition of the 1931 dictionary. Cathair na Mart: Evertype, ISBN 978-1-904808-89-3
- 2012. Gramat Volapüka. New edition of the 1931 grammar. Cathair na Mart: Evertype, ISBN 978-1-904808-94-7